# Satyrus beroe
Satyrus beroe är en fjärilsart som beskrevs av Lederer 1870. Satyrus beroe ingår i släktet Satyrus och familjen praktfjärilar. Inga underarter finns listade.